# Comuna Olbîn, Kozeleț
Olbîn (în ucraineană Олбин) este o comună în raionul Kozeleț, regiunea Cernihiv, Ucraina, formată din satele Borsukiv, Dîmerka, Olbîn (reședința), Samiilivka și Savînka.

## Demografie
Componența lingvistică a comunei Olbîn
     Ucraineană (98,26%)
     Rusă (1,74%)
Conform recensământului din 2001, majoritatea populației comunei Olbîn era vorbitoare de ucraineană (98,26%), existând în minoritate și vorbitori de rusă (1,74%).